# Formica neorufibarbis
Formica neorufibarbis es una especie de hormiga del género Formica, familia Formicidae. Fue descrita científicamente por Emery en 1893.
Se distribuye por Canadá, México y los Estados Unidos. Se ha encontrado a elevaciones de hasta 2425 metros. Vive en microhábitats como rocas, piedras, troncos y madera muerta.